# Puggalapannatti
Puggalapannatti (pāli: Puggalapańńatti; pol.: Opis osób) – jest buddyjskim tekstem, częścią Kanonu palijskiego buddyzmu therawady. Jest zawarty w Abhidhamma Pitace (pāli: abhidhammapiṭaka).

## Tłumaczenie angielskie Puggalapannatti
A Designation of Human Types, tłum. B. C. Law, 1922, Pali Text Society, Bristol

## Treść Puggalapannati
Puggalapannati jest księgą przypominającą bardziej klasyfikację Sutt (pāli: Sutta) niż Abhidhammy.
Zajmuje się uporządkowanymi numerycznie (por. Anguttara Nikaya; pāḷi: Aṅguttaranikāya) klasyfikacjami osób, od "jedynek", poprzez "pary", "trójki", aż do "dziesiątek". Każda z liczb stanowi osobny rozdział. Całość zaczyna się od ogólnego wyliczenia typów pojęć i to sugeruje, że miała być początkowo suplementem do innej księgi, wyliczającym koncepty wyłączone ze ścisłej metody Abhidharmy. Dalej większa część tekstu podaje definicje różnych typów osobowości.